# 雨待ち風
「雨待ち風」（あめまちかぜ）は、スキマスイッチが2005年6月22日に発売した通算6枚目のシングル。初回生産限定盤・通常盤の2種同時発売で、初回盤にはDVDが付属。

## 収録曲
全作詞・作曲：スキマスイッチ
1. 雨待ち風 [6:00]
  - カルビー「夏ポテト」CMソング[1]
  - 大橋曰く「シンタワールド」な楽曲[2]。
  - インディーズ時代の「夏雲ノイズ」という楽曲が基となっている。インディーズ時代のミニアルバム『僕の話』やベストアルバム『POPMAN'S WORLD〜All Time Best 2003-2013〜』のボーナスCDに収録されている。
  - 当時のチーフディレクターが「夏雲ノイズ」というタイトルを気に入っていたため、1stアルバムのタイトルとして使われることとなった[2]。
  - オーディションで演奏した「夏雲ノイズ」がオフィスオーガスタの社長とスタッフの目に留まり、契約が決まった。
  - 「夏雲ノイズ」について常田は「（「夏雲ノイズ」を作った）4年前じゃ扱えなかったんですよ。曲はすごくいいんですけど、どうしたらこれを表現できるかっていうところでなかなかうまくいかなくて。しばらく放っておいた曲なんです。」と語っている。大橋も「単純に自分たちの力量が足りてなかったんでしょうね。」とした上で、「雨待ち風」のリリースについては「今までの経験が曲に追いついてきているのかなあって気はしますけどね」と語っている[3]。
  - ビデオクリップがシングルバージョンとアルバムバージョン（『空創クリップ』の初回特典DVDに収録）の2種類存在する（アルバムバージョンは最初に数十秒映像が追加されている）。
2. 青春騎士 [3:04]
  - 「騎士」は「ナイト」と読む。曲が終わってからの数秒間、彼らの話し声が録音されている。
3. 安曇野にて (instrumental) [3:17]
  - 2011年に、この曲を元に中孝介と元ちとせのユニット「お中元」の楽曲である「春の行人」の作曲を担当した。
4. 雨待ち風 (backing track) [5:58]

## 初回特典DVD
1. 「雨待ち風」ビデオクリップ
  - 佐藤めぐみが出演している。
2. シングル「雨待ち風」を語る
3. 「安雲野にて」ロードムービー
4. スキマスイッチの旅 2005 in 白馬

## 7inchアナログ盤
- 2005年にリリースした6thシングル「雨待ち風」のアナログ盤。
- 自身が立ち上げたアナログ専門レーベル「KU-KAN RECORDS」からの第四弾リリース作品[4]。
- 完全限定盤。
- 33回転仕様。
- 「アカツキの詩 / 君曜日」、「ユリーカ / きみがいいなら（from「TOUR 2012″musium”」）」との同時リリース。
- 2020年2月～9月にリリースされた全25タイトルの「特典引換券」を集めて送ることで7インチ収納BOXがプレゼントされる。

### 収録曲
全作詞・作曲：スキマスイッチ

#### SIDE A
1. 雨待ち風

#### SIDE B
1. 青春騎士(ナイト)

## ライブ映像作品
| 曲名       | 発売年 | 作品名                                              |
| ---------- | ------ | --------------------------------------------------- |
| 雨待ち風   | 2008年 | スキマスイッチ ARENA TOUR'07 "W-ARENA"THE MOVIE     |
| 雨待ち風   | 2012年 | スキマスイッチ TOUR 2012 “musium” THE MOVIE         |
| 雨待ち風   | 2021年 | スキマスイッチ2021ライブ&ドキュメンタリーfor DELUXE |
| 雨待ち風   | 2022年 | スキマスイッチ TOUR '05 “全国少年” THE MOVIE        |
| 雨待ち風   | 2022年 | スキマスイッチ TOUR '06 “空創トリップ” THE MOVIE    |
| 青春騎士   | -      | -                                                   |
| 安曇野にて | -      | -                                                   |

## 収録アルバム
| 曲名       | 発売年 | 作品名                                    | 分類       |
| ---------- | ------ | ----------------------------------------- | ---------- |
| 雨待ち風   | 2005年 | 空創クリップ                              | オリジナル |
| 雨待ち風   | 2007年 | グレイテスト・ヒッツ                      | ベスト     |
| 雨待ち風   | 2008年 | スキマスイッチ ARENA TOUR'07 "W-ARENA"    | ライブ     |
| 雨待ち風   | 2013年 | POPMAN'S WORLD〜All Time Best 2003-2013〜 | ベスト     |
| 青春騎士   | 2016年 | POPMAN'S ANOTHER WORLD                    | ベスト     |
| 安曇野にて | 2016年 | POPMAN'S ANOTHER WORLD                    | ベスト     |

## カバー
雨待ち風
- 2024年5月29日、Aimerがトリビュート・アルバム『みんなのスキマスイッチ』でカバー[5]。